# Fiat 500 (2007)

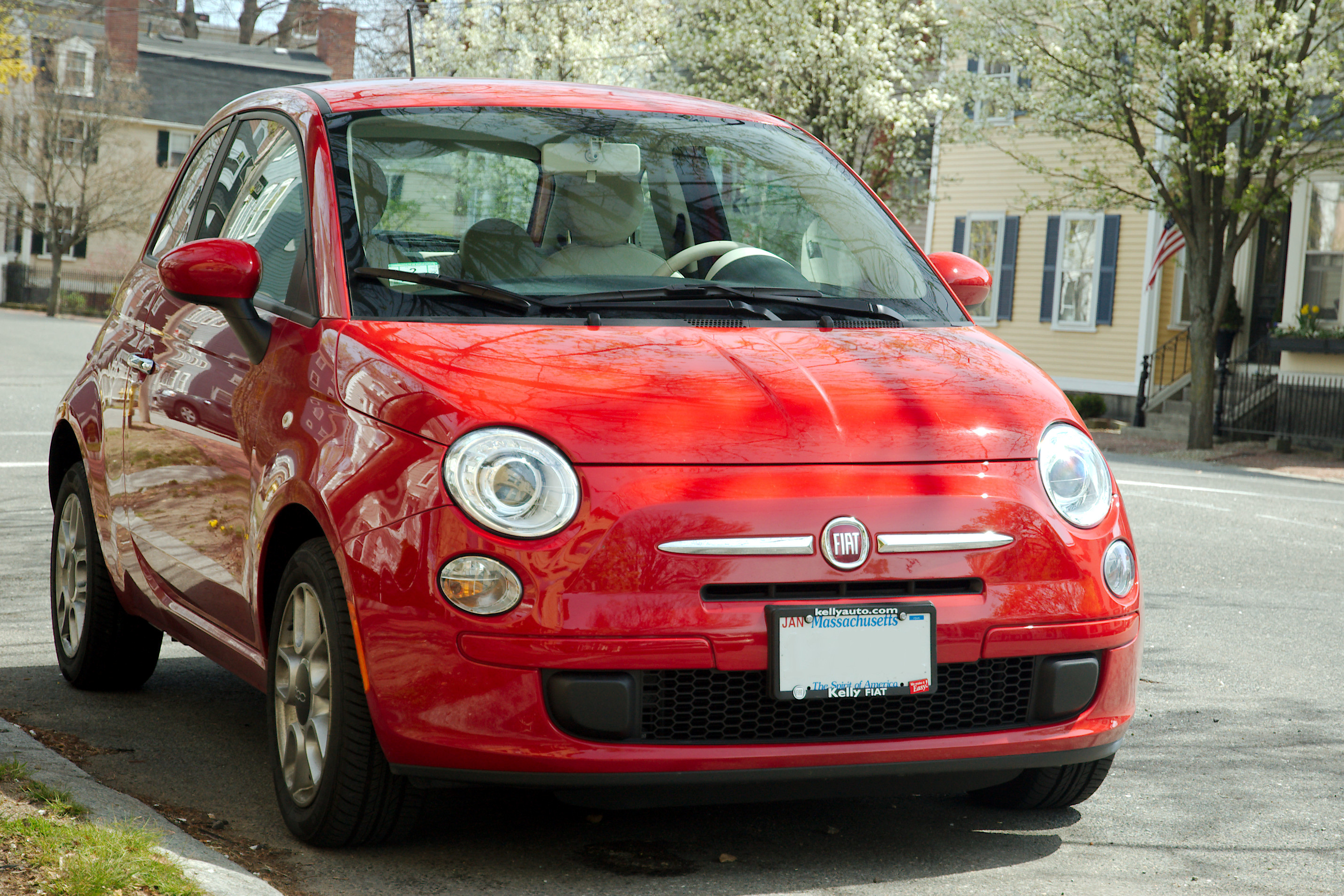
Amerikaanse Fiat 500

De Fiat 500 is een auto uit de miniklasse die gebouwd wordt door de Italiaanse fabrikant FIAT en sinds 2007 op de markt is.
Het is een retromodel, geïnspireerd op de gelijknamige auto uit 1957. Er zijn verschillende varianten zoals de cabriolet Fiat 500C, de grotere Fiat 500L en de cross-over Fiat 500X. In 2016 kreeg de 500 een facelift. Sinds 2021 is de elektrische Fiat 500e of Fiat New 500 op de markt.

## Algemeen
De klassieke 500 stond bekend als de Nuova 500. Mede door zijn ronde vorm en onschuldige vertoning werd de auto een hit. Deze was een dusdanig succes dat er een massaproductie ontstond. De Fiat 500 heeft in decennia onder het publiek de status van klassieker verkregen. De opvolger was bij haar herintroductie niet langer een voertuig maar een gewaardeerd boegbeeld.
De Fiat 500 werd tot eind juni 2024 in Tychy (Polen) gebouwd. De 2.500.000ste 500 rolde daar op 22 maart 2021 van de band. Op deze locatie werd ook de tweede generatie van de Fiat Panda, en de tweede generatie van de Ford Ka gemaakt. Vanaf eind 2023 wordt de 500 Hybrid ook in de nieuwe fabriek in Oran (Algerije) geproduceerd. Bij de ontwikkeling van de nieuwe 500 werd het publiek nauw betrokken. Suggesties voor het ontwerp konden gemaakt worden via het internet en hier werd volop gebruik van gemaakt.
De auto werd op 19 november 2007 uitgeroepen tot Auto van het jaar 2008. De auto geniet populariteit onder haar klanten want in het eerste jaar van de herintroductie van de 500 werden er ruim 200.000 stuks gebouwd. 
Tevens is de Fiat 500 de eerste auto in haar klasse die de maximale veiligheidsscore van vijf sterren heeft behaald op de NCAP-test.
In 2019, twaalf jaar na de introductie van de nieuwe 500, waren er in Europa meer dan 3.000.000 exemplaren uit de 500-familie verkocht, de 500L en de 500X meegerekend.
Sinds 2008 is ook de Abarth 500 verkrijgbaar.

## Uitvoeringen
De auto groeide ten opzichte van de oude 500 tot een lengte van 355 centimeter en een wielbasis van 230 centimeter. De wagen weegt 885 kilogram en heeft genoeg aan de kracht van de relatief kleine motoren. Twee benzinemotoren van 69 pk en 85 pk zijn verkrijgbaar, de 1.4 16v en de 1.3 JTD diesel zijn in Nederland geschrapt, omdat Fiat zich om commerciële redenen wilde concentreren op de fiscaalvriendelijke versies. In 2010 werd de TwinAir geïntroduceerd, een tweecilinder met 85 pk. Voor een latere datum zijn er ook andere motorconfiguraties gepland. In 2008 kwam een Abarth-versie op de markt. Deze beschikt over een 1.4 T-jet 16v motor met 135 pk, of in het geval van de Esseesse uitvoering 160 pk. In 2010 werd de 500C leverbaar. Deze beschikt over een roldak als de Fiat 500N. In datzelfde jaar werd alweer de 500.000ste Fiat 500 geproduceerd.

## Speciale edities
Om het model in de schijnwerpers te houden, heeft Fiat de nodige speciale uitvoeringen op de markt gebracht. Een kleine selectie:
- 500 by Diesel (2008-2009): Verkrijgbaar in drie exclusieve kleuren en met het logo van het kledingmerk Diesel.
- Ferrari edition (2008): Geheel in stijl van Ferrari en alleen bedoeld voor klanten om als vervangend vervoer te gebruiken wanneer hun Ferrari bij de garage staat.
- Pink (2010): Geheel in roze. Deze wordt soms ten onrechte de Barbie edition genoemd maar van de Barbieversie is er slechts een gemaakt en die is metallic-rood.
- 500 by Gucci (2011-): Ter ere van de negentigste verjaardag van het merk Gucci. Uitgevoerd in zwart of wit en met een rode band langs de zijkant.
- 500 America (2012): Om de Fiat 500 in de VS te promoten, uitgevoerd met details van de Amerikaanse vlag.
- Fiat 500 Vintage 57/1957 Retro (2015): Uitgevoerd in de retrokleuren wit, licht groen en hemelblauw. De kleur van het cabriolet dak is wit. Meest opvallend zijn de klassieke velgen.
- 500 Dolcevita (2019): Deze versie is wit uitgevoerd, soms met de bovenste helft grijs, en met twee smalle rode lijnen geheel rondom de auto.
- Fiat 500 NL (2011): Herkenbaar aan de oranje kleur.

## Elektrische 500
De Fiat 500 Carbonara Electric is een elektrische auto op basis van een klassieke Fiat 500 omgebouwd door de Maastrichtse firma Carbonara. De originele aandrijving met benzinemotor wordt daarbij gedemonteerd en vervangen door een elektromotor. De benzinetank wordt vervangen door een lithiumijzerfosfaat (LFP)-accupakket met 10 kW vermogen (ca. 13 pk). Hiermee is de betreffende oldtimer getransformeerd tot een volledig elektrische auto die geen emissie uitstoot bij gebruik.

## Noord-Amerika
Dankzij het belang dat Fiat heeft opgebouwd in het Amerikaanse Chrysler kan Fiat de 500 ook in Noord-Amerika verkopen. De Amerikaanse 500 is op een aantal punten aangepast ten opzichte van de Europese versie. Zo heeft Fiat een grotere benzinetank gemonteerd, is de 500 aangepast naar Amerikaanse veiligheidsmaatstaven en is er een nieuwe achteras gemonteerd, die de 500 iets comfortabeler moet maken. Onder de kap geen twee cilinders, maar een 1.4 16v MultiAir motor met 105 pk. Deze wordt standaard aan een handgeschakelde 5-bak gekoppeld, maar speciaal voor de Amerikaanse markt biedt Fiat de 500 met een volautomaat (6 versnellingen) aan. De 'Nafta 500' wordt geproduceerd in een Chryslerfabriek in Toluca, te Mexico.
Fiat's directeur Sergio Marchionne wilde in het eerste Noord-Amerikaanse verkoopjaar 50.000 exemplaren van de 500 verkopen. De teller bleef onder de 20.000 steken. Als reden hiervoor werd onder meer opgevoerd dat het Amerikaanse Fiat-dealernetwerk zich minder snel naar wens uitbreidde en dat het model relatief onbekend bij het publiek was. In 2012 zijn de verkopen een stuk aangetrokken. In maart 2012 wist Fiat 2570 500's te verkopen in Canada, waarmee het model op plek 18 stond in de lijst van bestverkochte auto's.

## Verkoopcijfers Nederland
| Jaar | Aantal |
| ---- | ------ |
| 2007 | 273    |
| 2008 | 5201   |
| 2009 | 5922   |
| 2010 | 7719   |
| 2011 | 8034   |
| 2012 | 5384   |
| 2013 | 6305   |
| 2014 | 7068   |
| 2015 | 6192   |
| 2016 | 6394   |
| 2017 | 6250   |
| 2018 | 4732   |
| 2019 | 2899   |
| 2020 | 3888   |
| 2021 | 3485   |
| 2022 | 4447   |
| 2023 | 4366   |

## Afbeeldingen

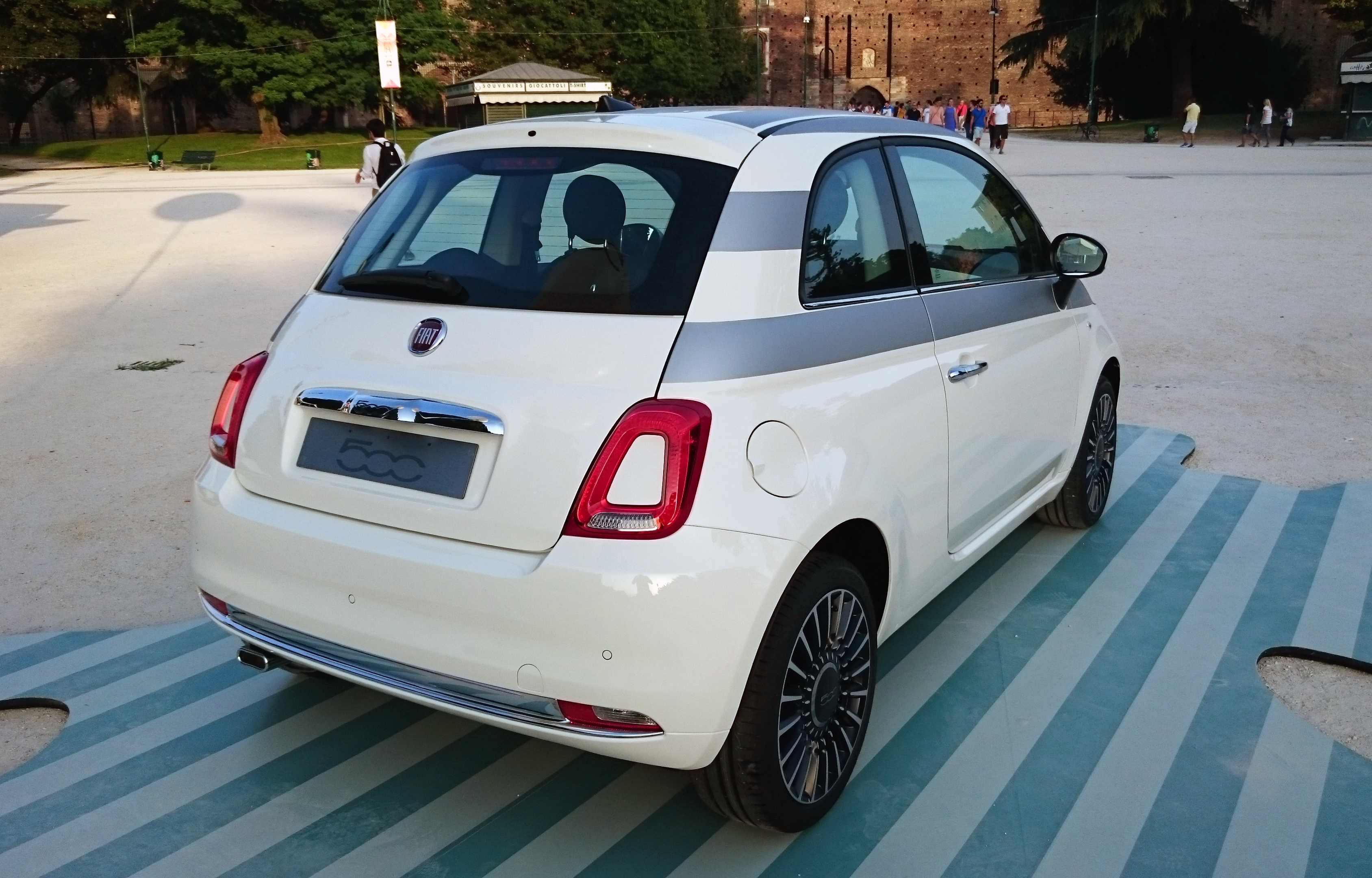
Een 500 na de facelift van 2015. O.a. Herkenbaar aan de aangepaste achterlichten.
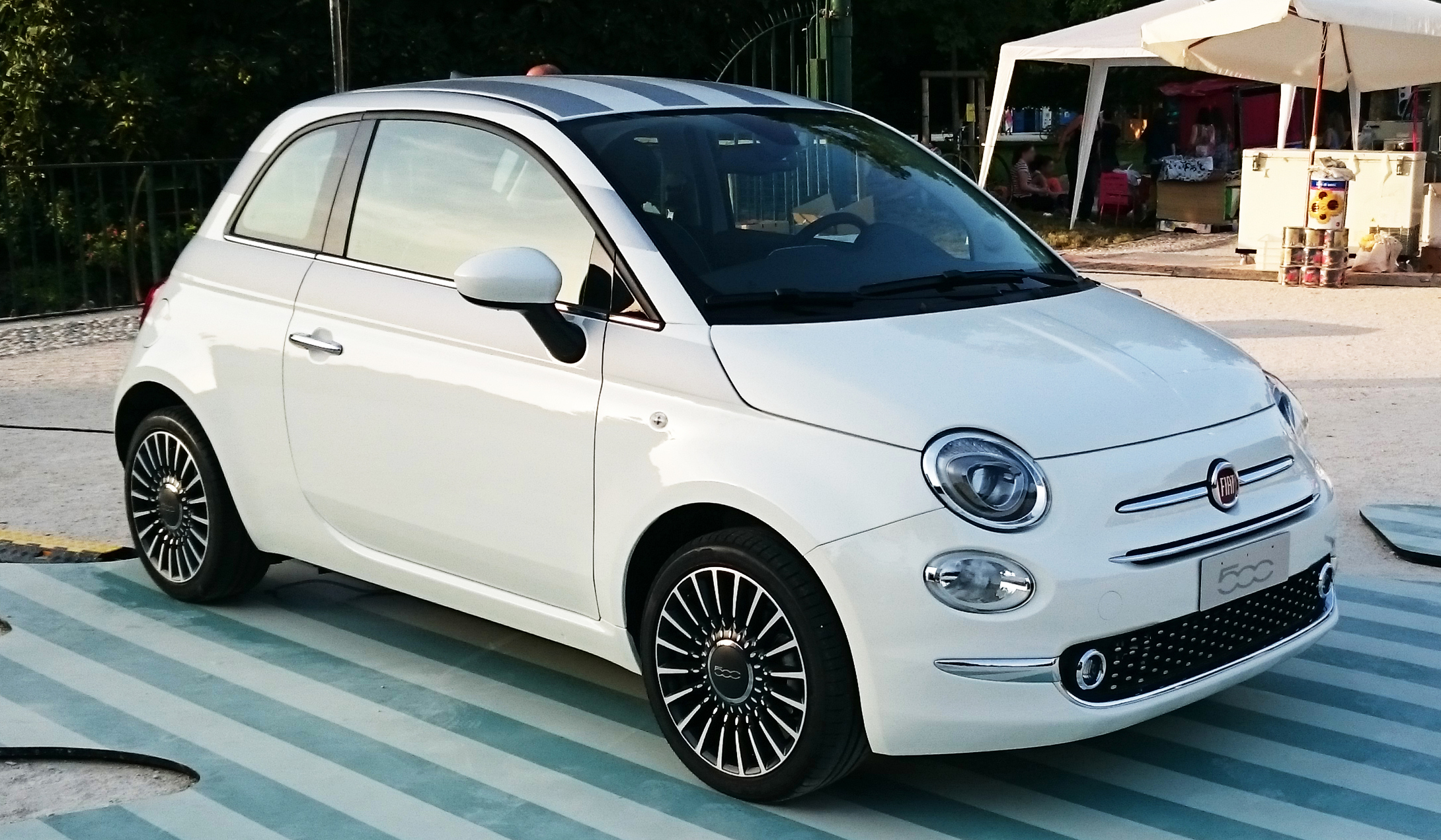
De voorkant van een 500 na de facelift.
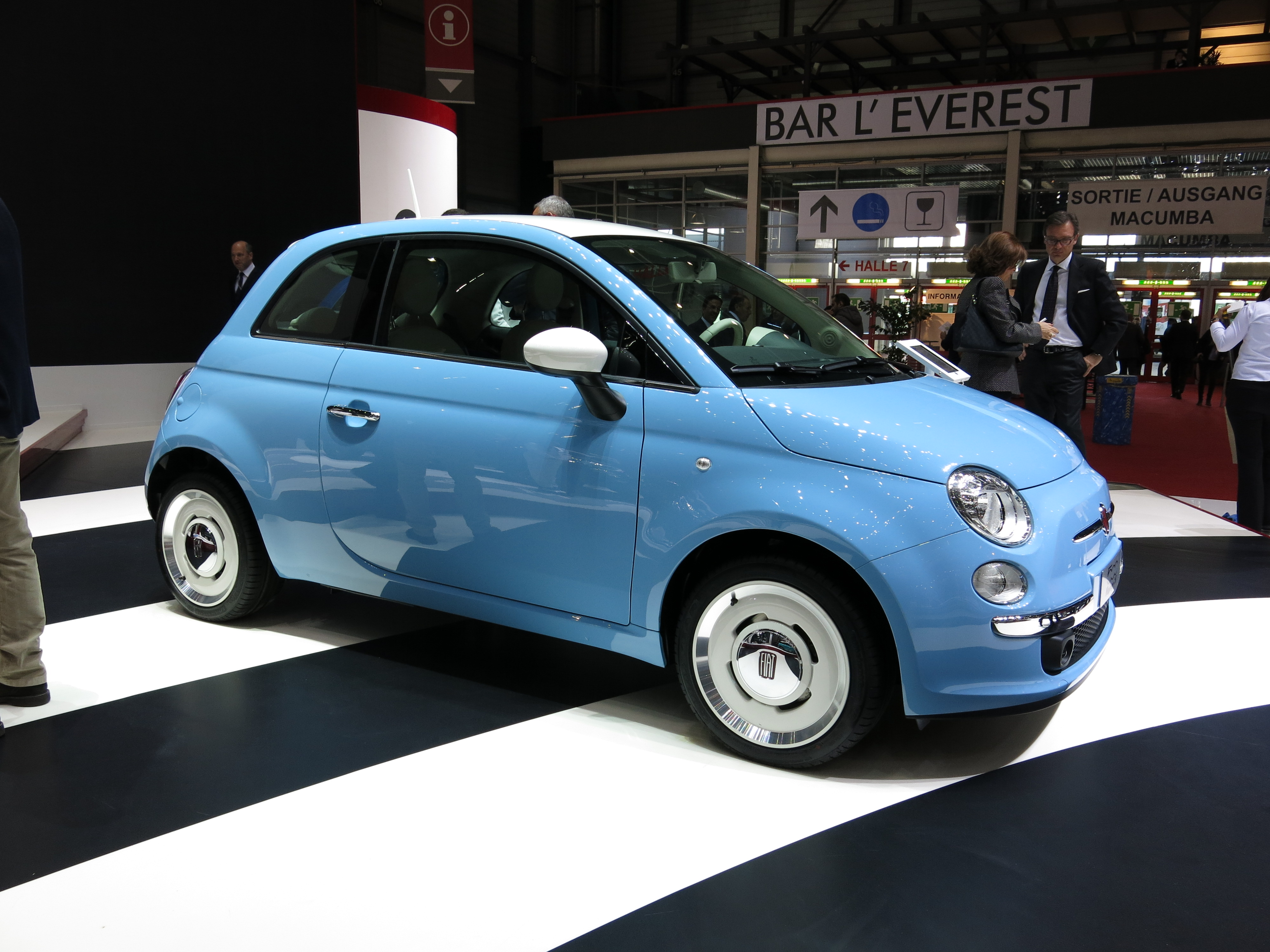
Een Vintage '57
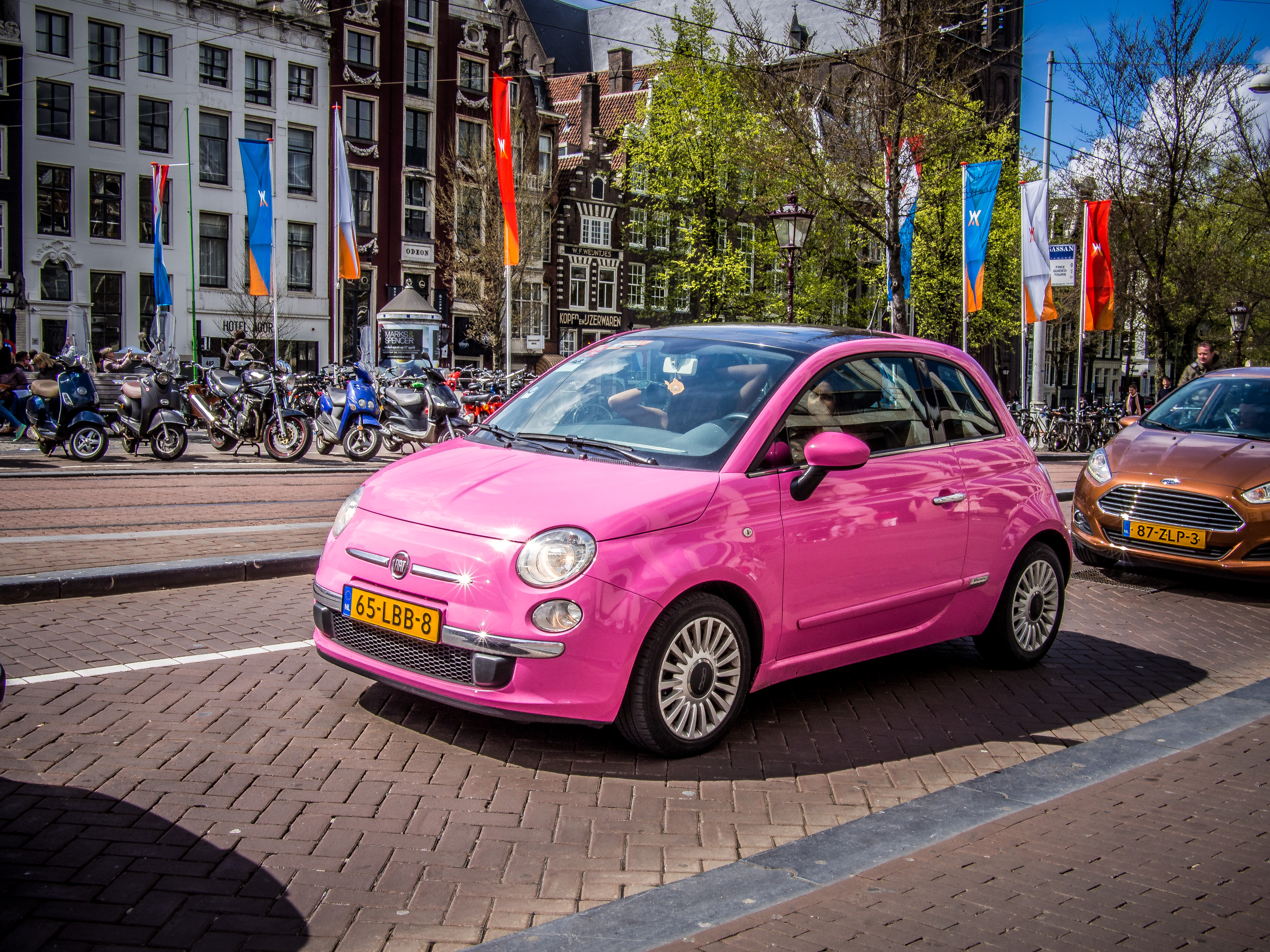
Een 500 pink
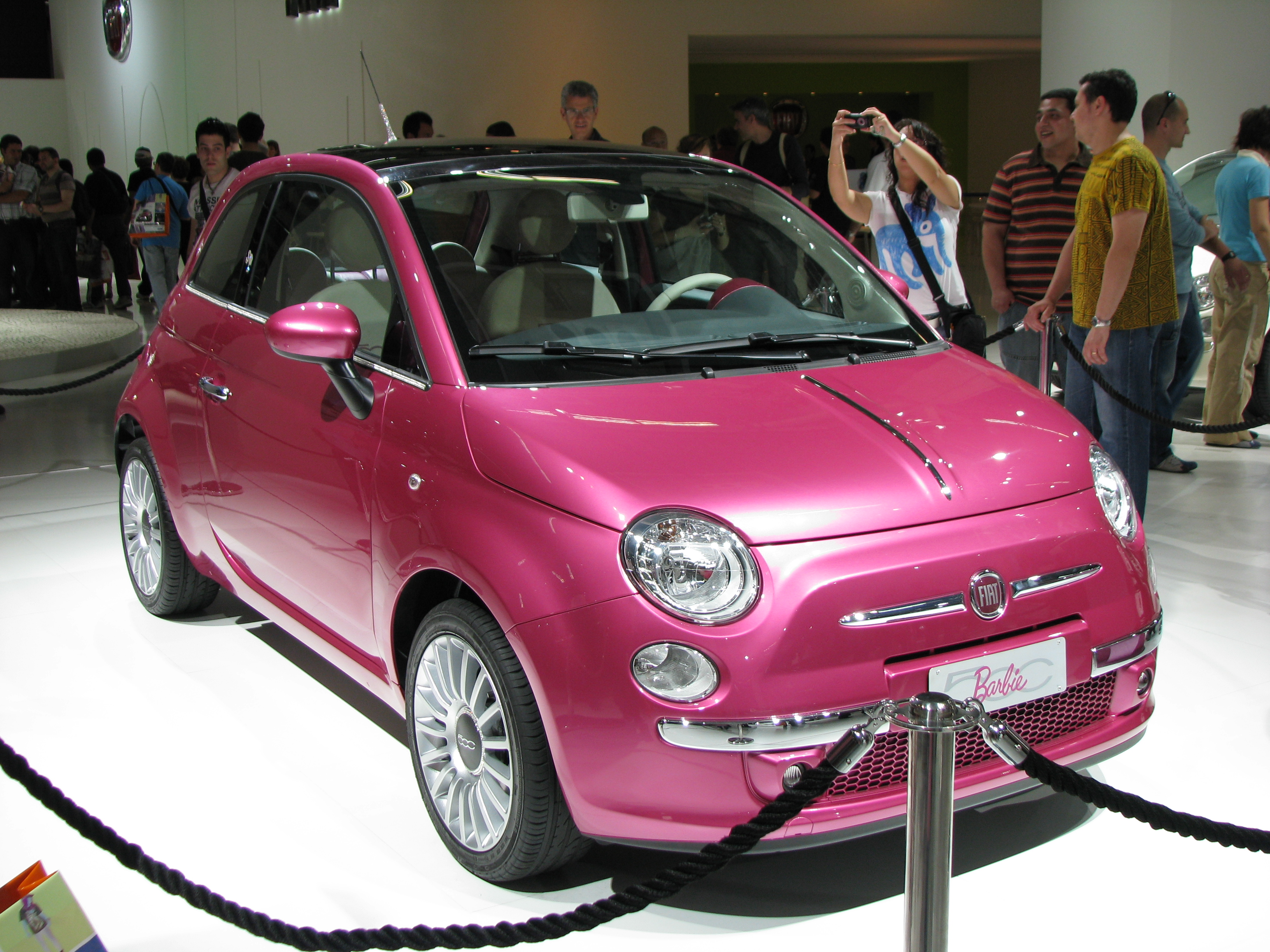
Een 500 Barbie
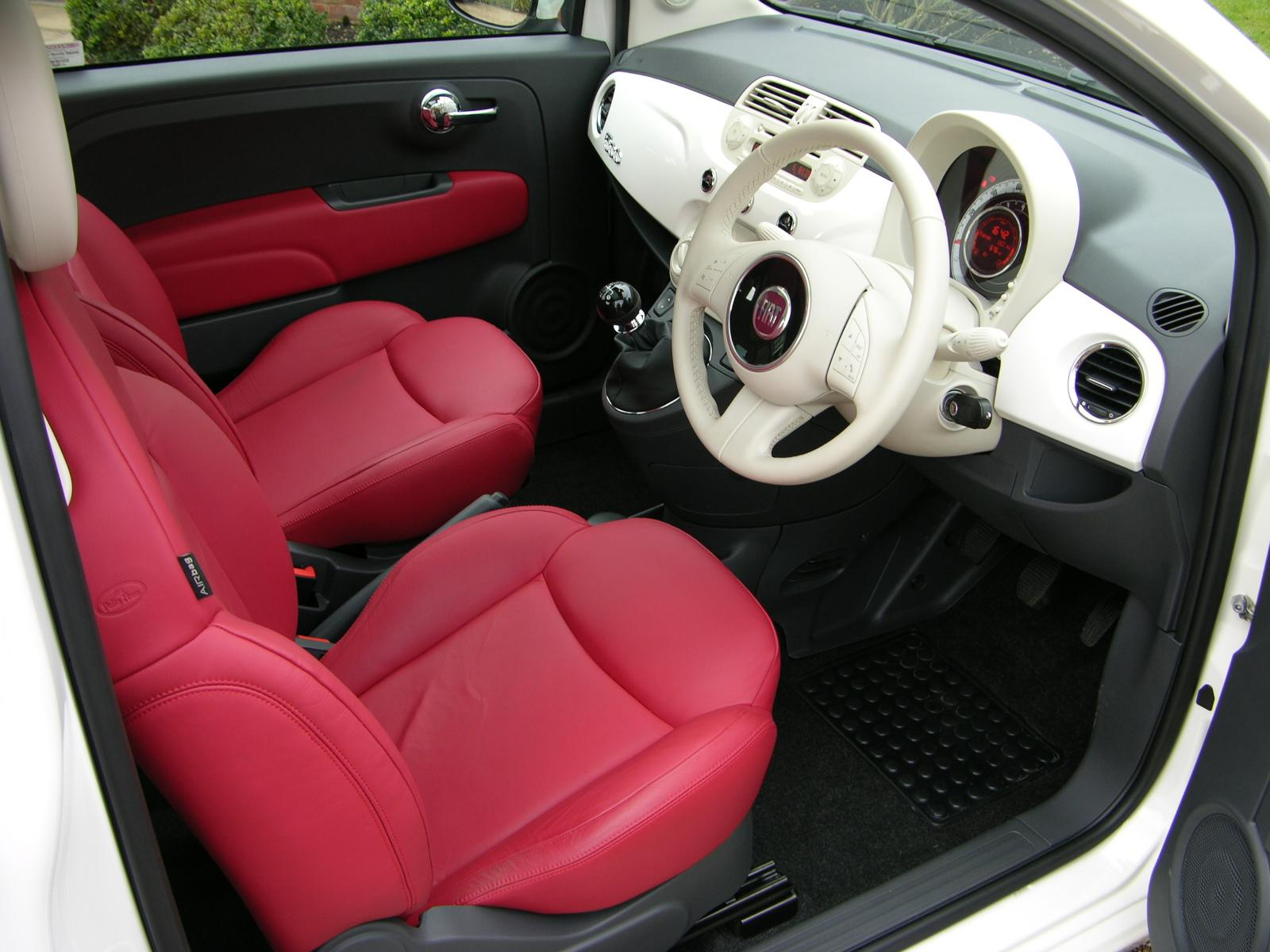
Het interieur van een Fiat 500 Lounche
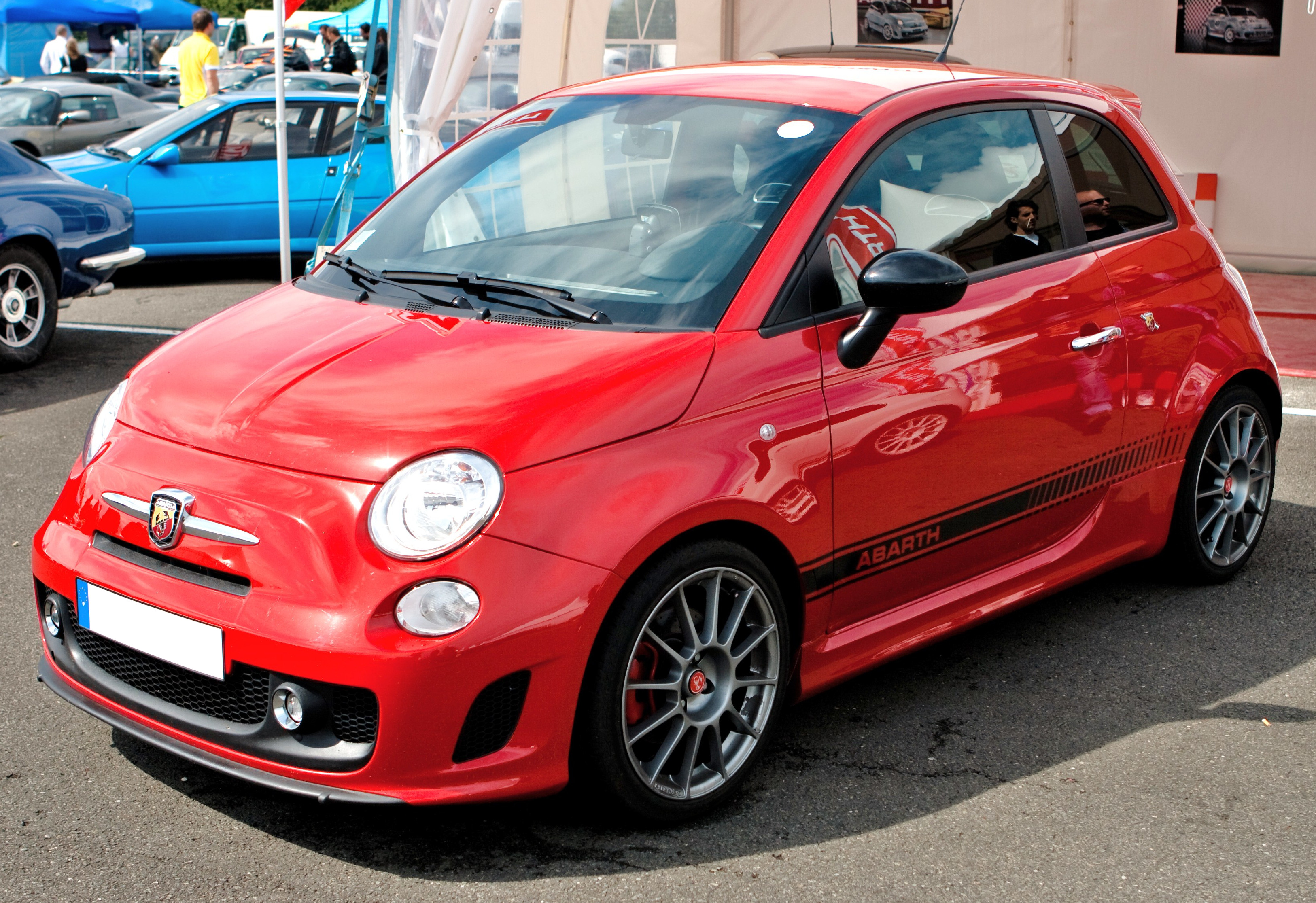
Een Abarth 500
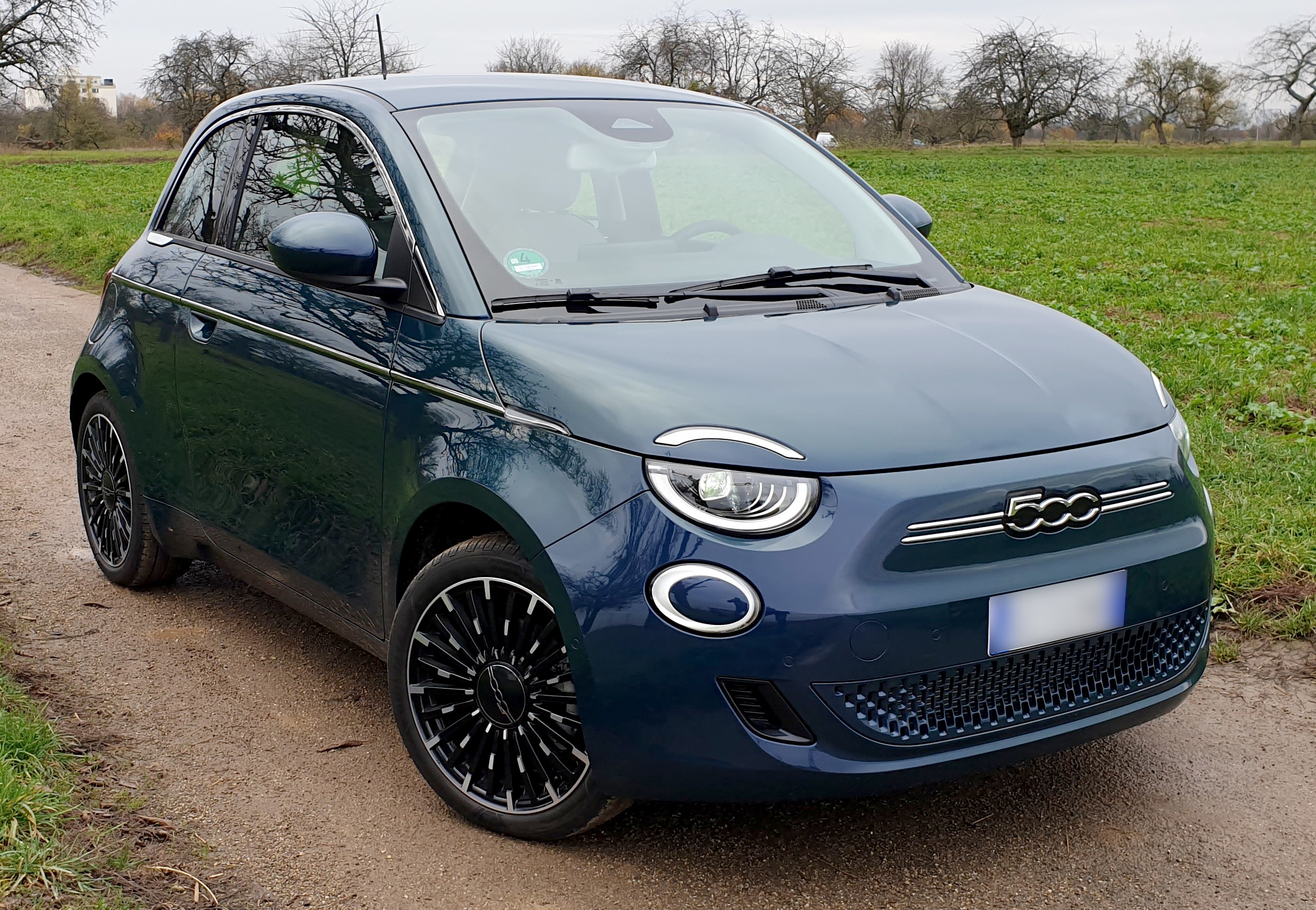
Een elektrische 500e
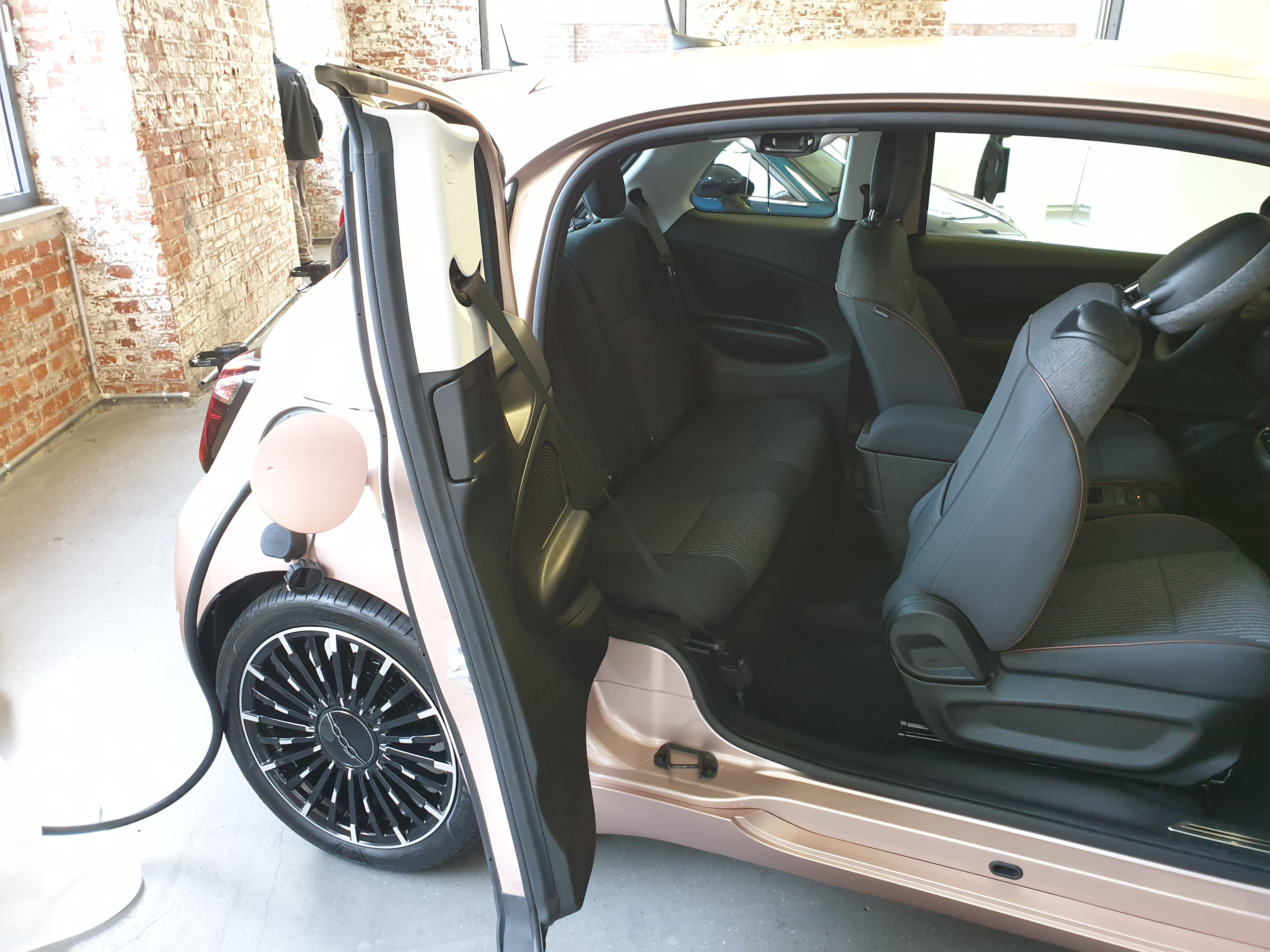
Een 500e met extra achterportier